# Kungsleden

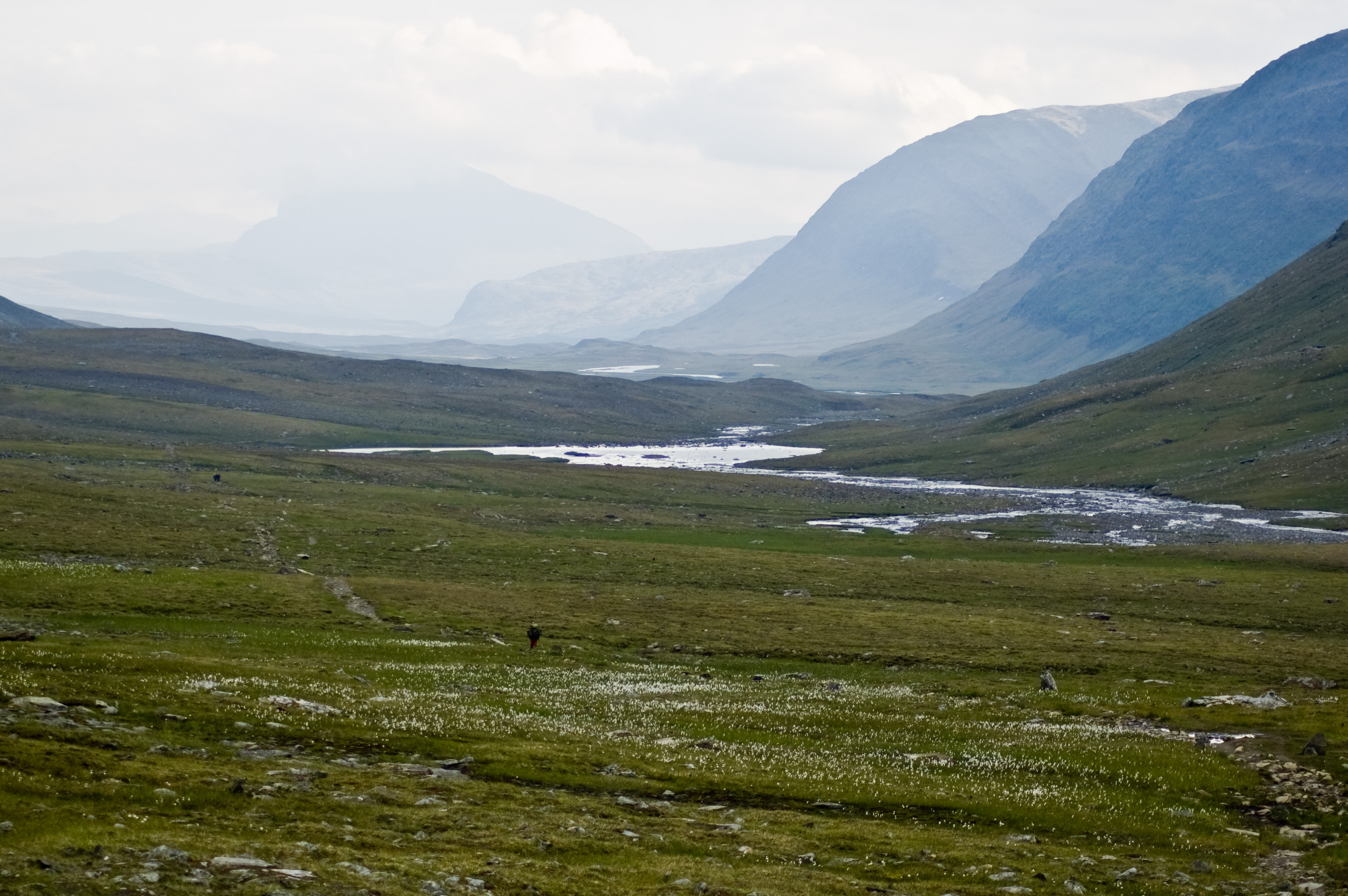
Kungsleden gezien van zijn hoogste punt (Tjäkta pas)

Kungsleden (Koningspad) is een wandelpad in het Noord-Zweedse landschap Lapland. Het pad is ongeveer 450 kilometer lang en loopt van Abisko in het Noorden naar Hemavan in het zuiden. Het pad is aan het einde van de 19de eeuw opgericht door de Svenska Turistföreningen om mensen de schoonheid van Lapland te laten zien. Er is ook een zuidelijk Kungsleden, dat loopt van Sälen in Dalarna tot Storlien in Jämtland (350 km). Dit artikel behandelt het oudere en bekendere “noordelijke” kungsleden.
Het pad loopt onder andere langs de hoogste berg van Zweden Kebnekaise, het nationaal park Stora Sjöfallet en de dorpen Kvikkjokk, Jäkkvik en Ammarnäs.
De moeilijkheidsgraad van het pad is gemiddeld. Het hoogste punt van het pad ligt op 1150 meter boven de zeespiegel (Tjäkta pas) en het laagste punt van het pad ligt op 305 meter boven de zeespiegel (Kvikkjokk). De route is aangegeven middels rood/oranje markeringen op bomen, stenen en rotsen.
Omdat de route veel door drassig gebied loopt, wordt veel gebruikt van plankenpaden. Ook moeten er regelmatig rivieren worden overgestoken. In de meeste gevallen zijn deze voorzien van een brug, maar vooral als de rivieren in het begin van de zomer door smeltwater erg hoog staan kan het zijn dat deze te voet doorwaad moeten worden. De bruggen en plankenpaden zijn niet altijd in goede staat, waardoor voorzichtigheid soms geboden is. In enkele gevallen kan je, om kilometers te besparen, met een bootje grote meren oversteken. Dit kan met een motorboot (tegen betaling), maar soms ook door middel van zelf roeien. Het water in stromende rivieren is dusdanig schoon dat dit zonder te filteren gedronken kan worden.
Het drukst belopen, en volgens velen ook mooiste deel van de Kungsleden is het meest noordelijke deel tussen Nikkaluokta en Abisko. Hierbij moet wel worden opgemerkt dat de etappe Nikkaluokta-Kebnekaise-Singi officieel geen deel uitmaakt van de Kungsleden, maar wordt gezien als verbindingsetappe. Pas vanaf de Singi-hut volg je de officiële route van de Kungsleden. Deze route staat ook bekend als Dag Hammarskjöldleden en heeft een lengte van 110 kilometer. Op deze route wordt ieder jaar in augustus de wandeltocht Fjällräven Classic gehouden. Tijdens dit evenement lopen 2000 wandelaars de route van Nikkaluokta naar Abisko. Het is aan te raden om je vooraf te informeren naar de exacte periode en deze desgewenst te vermijden

## Beste periode
Het is normaal gesproken van juni tot september mogelijk om het pad te belopen. In juni/juli heb je doorgaans het beste weer, maar in drassige gebieden ook de meeste muggen. Nachtvorst of zelfs sneeuwbuien midden in de zomer zijn echter ook zeker niet onmogelijk. Door smeltende sneeuw kan het begin juni nog erg drassig zijn. Van begin juni tot half juli is het boven de poolcirkel 24 uur per dag licht, en kan je genieten van de middernachtzon. Het verschilt per jaar, maar vanaf half augustus is de muggenoverlast over het algemeen al aanzienlijk minder. Eind augustus doet de herfst zijn intrede en nemen de bomen en struiken prachtige kleuren aan. In september kan het alweer mogelijk zijn om het Noorderlicht te zien.
In de winter is het mogelijk om het pad per ski's af te leggen, hiervoor is ervaring met wintertrekkingen wel vereist. De route is voorzien van wintermarkeringen (d.m.v. een paal met rood kruis). De winterroute wijkt op sommige plekken af van de zomerroute, maar beide routes liggen nooit heel ver uiteen. De beste periode voor een wintertrekking is februari/maart/april, de sneeuw is ingezakt en stevig en de dagen worden alweer langer.

## Hutten
Langs het pad staan veel hutten waar men de nacht kan doorbrengen. De hutten staan op ongeveer een dagtocht (tussen de 9 en 25 kilometer) van elkaar af. De hutten worden bestuurd en onderhouden door de Svenska Turistföreningen. Als lid van deze vereniging krijg je korting op overnachtingen en aankopen in de hutten, dus voor wie hier veel gebruik van wil maken kan het gunstig zijn om lid te worden. Het is ook toegestaan om in de directe omgeving van de hut een tent neer te zetten en de voorzieningen van de hut voor een kleine bijdrage te gebruiken. Een aantal van deze hutten heeft een klein winkeltje waar enkele basisbehoeften zoals vriesdroogmaaltijden of andere houdbare etenswaren, brandstof voor gasbranders, of hygiëne-artikelen zoals toiletpapier of zeep aangeschaft kan worden, zodat wandelaars zich onderweg kunnen bevoorraden. Niet alle hutten bieden echter deze service, en van de hutten die dit wel bieden loopt het assortiment uiteen van klein tot redelijk uitgebreid. Op de site van de Svenska Turistföreningen is per hut op te zoeken welke faciliteiten er geboden worden. De hutten zijn ook voorzien van een noodtelefoon, want mobiel bereik is er in deze omgeving over het algemeen niet. De hutten hebben in de meeste gevallen geen elektriciteit of stromend water. Water dient men meestal zelf uit de rivier te halen, en elektriciteit is er simpelweg niet. Tussen de hutten in staan ook een aantal onbewaakte schuilplaatsen, deze zijn echter alleen bedoeld voor gebruik in geval van nood.
De hutten langs de Kungsleden zijn:
- Abisko
- Abiskojaure, naast het meer Abiskojaure
- Alesjaure
- Tjäktja
- Sälka
- Singi
- Kaitumjaure
- Teusajaure
- Vakkotavare
- Saltoluokta
- Sitojaure
- Aktse
- Pårte
- Kvikkjokk, bij de nederzetting Kvikkjokk
- Ammarnäs, bij Ammarnäs
- Aigert
- Serve
- Tärnasjö
- Syter
- Viterskalet
- Hemavan, bij Hemavan